# Denham Island (ö i Fiji)
Denham Island är en ö i Fiji. Den ligger i den södra delen av landet, 120 km söder om huvudstaden Suva.